# Фраёнова, Елена Михайловна
Еле́на Миха́йловна Фраёнова (7 апреля 1929, Ташкент — 25 сентября 2013, Москва) — российский музыковед и педагог, создатель общероссийского курса музыкального фольклора народов СССР (для средних учебных заведений).

## Биография
Её отец — гидравлик-гидротехник Михаил Вызго. Мать — музыковед Тамара Вызго.
В Москве жила с 1948 года, в 1951 году окончила Музыкальное училище при Московской консерватории, в 1956 году — Московскую консерваторию (дипломную работу «Оперные формы в опере Дж. Верди „Отелло“» писала в классе профессора Бориса Ярустовского). С 1956 года жена Виктора Фраёнова. Более 50 лет (в 1956—2008 гг.) работала в Музыкальном училище (колледже) при консерватории, преподавала народное творчество и другие дисциплины. В конце 1970-х — начале 1990-х гг. вела созданный ею курс народного творчества, который включал, наряду с русским, фольклор других народов СССР, благодаря чему остававшийся уникальным среди музыкальных училищ Москвы.
Среди её многочисленных учеников — дирижёр Владимир Юровский, композиторы Антон Сафронов, Андрей Семёнов, музыковеды Ирина Лозовая, И. Степанова, фольклористы — участники ансамбля «Виртуальная деревня» О. Величкина (Париж), С. Концедалова (Кропивницкий, Украина), О. Гневшева (Подольск), а также К. Корзун (ныне — ведущий преподаватель по русскому фольклору в Музыкальном колледже).
Похоронена на 3-м участке Миусского кладбища.

## Научный вклад
Елена Фраёнова рассматривала музыкальный фольклор в контексте общей истории музыки, что специфически отличает её курс от других аналогичных. В центре научных интересов находился русский фольклор, который она исследовала как таковой и в контексте с фольклором ближайших соседей русских (литовское, грузинское многоголосие, эпические традиции адыгских, тюркских народов и др.). Одна из главных и наиболее востребованных публикаций Фраёновой — «Хрестоматия по русскому народному музыкальному творчеству» (Москва, 2000 год, дважды переиздавалась). Хрестоматия ныне используется и как учебное пособие, и как сборник напевов и текстов для фольклорных ансамблей.
В исследовании ритмики настаивала на том, что стих в народной песне невозможно анализировать вне связи с музыкой. Подчёркивала особое значение для русской музыкально-поэтической традиции «одного из старейших неклассических размеров русской поэзии» — народного пятисложника, который интерпретировала как метрическое единство, неделимое на составные части (как это принято у стиховедов). Синтез музыкального и поэтического ритма рассматривала как существенное свойство национального композиторского творчества. Принимала участие в конференциях, посвящённых юбилею Михаила Глинки, в Смоленске (2003) и Москве (2004).
Помимо музыкального фольклора активно занималась инструментоведением, со специализацией на восточных музыкальных инструментах (танбур, шумерские арфы и лиры, древнеегипетские арфы и лютни, бактрийская лютня).
Автор ряда статей о музыке устной традиции (фольклор и инструменты) в авторитетных справочных изданиях СССР и России — Музыкальной энциклопедии (Трепак, Усуль, Хора, Хоровод), МЭСе, современных энциклопедиях «Музыкальные инструменты» (2008) и БРЭ (издавалась в 2004—2018 годах).

## Публикации
- Хрестоматия по русскому народному музыкальному творчеству. М., 2000. 2-е изд. М., 2010 (ББК 85. 92 Ф 82). 3-е изд. М., 2012 (ISBN	979-0-706378-74-9).
- статьи по вопросам традиционной музыки в изд.: Музыкальная энциклопедия. М., 1981—82. Т. 5—6
- статьи по вопросам традиционной музыки в изд.: Музыкальный энциклопедический словарь. М., 1990.
- Музыкальный фольклор: региональные особенности // Большая Российская энциклопедия. Вводный том «Россия». М., 2004
- статьи по вопросам традиционной музыки и музыкальной археологии в изд.: Большая Российская энциклопедия. Т. 1—21. М., 2005—13.
- Национальные свойства ритмики М. И. Глинки // О Глинке. Сборник статей к 200-летию со дня рождения. М., 2005 ( ISBN 5-901951-18-2).
- История музыкальных инструментов древних цивилизаций и Средневекового Востока по данным музыкальной археологии. Очерк 1. Музыкальные инструменты Месопотамии // Музыка и время. 2010, № 11-12. 2011, № 1-6; Очерк 2. Музыкальные инструменты Древнего Египта // Там же. 2012, № 1-5, 7-12.
- Ирэна Лаврентьева: училищные годы // Ирэне Владимировне Лаврентьевой — коллеги, друзья, ученики. Статьи. Воспоминания. М., 2012 (ISBN 978-5-89598-268-6).